# Herschendsgave
Herschendsgave er en herregård i Fruering Sogn i Skanderborg Kommune.
Herschendsgave er oprettet som slægtshus i 1767 af kammerråd Peder Herschend, der ved auktionen over en del af en tidligere Skanderborg rytterdistrikts jord købte gods ved Gjesing Øde Mølle (nu Gammel Gjesing). Peder Herschend hed oprindelig Peder Sørensen, stammede fra jævne bønder i Herskind i Skivholme Sogn. Han satte sig for at blive herremand, hvilket lykkedes med flid og initiativ.
Godset forblev i slægtens eje til 1929. Den nuværende hovedbygning, der i 1868 afløste en ret beskeden bygning i egetræsbindingsværk, er et herskabeligt bygningsværk i to etager med firkantet tårn og højt spir, tegnet af ingeniør J.C. Clausen fra Horsens.
Herschendsgave Gods er på 177 hektar

## Ejere af Herschendsgave
- (1600-1767) Kronen
- (1767-1796) Peder Sørensen Herschend
- (1796-1823) Peter Pedersen Herschend
- (1823-1853) Peter Petersen Herschend
- (1853-1901) Peter Petersen Herschend
- (1901-1920) Christian Frederik Petersen Herschend
- (1920-1929) Fritz A. Christiansen Herschend
- (1929-1931) Sigvald Pedersen
- (1931-1935) Johannes Jensen
- (1935-1949) C. Laursen
- (1949-1970) I. S. Laursen
- (1970-) Svend Laursen